# Commission sur l'avenir politique et constitutionnel du Québec
La Commission sur l'avenir politique et constitutionnel du Québec, souvent désignée comme la commission Bélanger-Campeau, fut établie par l'Assemblée nationale du Québec à l'initiative du premier ministre Robert Bourassa, après le rejet de l'accord du lac Meech. La commission a pour mandat « d'étudier et d'analyser le statut politique et constitutionnel du Québec et de formuler, à cet égard, des recommandations » à l'Assemblée nationale. Elle fut présidée par Michel Bélanger et Jean Campeau.
Au total, la commission a reçu plus de 600 mémoires, consultée 35 spécialistes et entendue 235 groupes. La majorité des mémoires considéraient l'indépendance du Québec comme meilleure solution au conflit.
Le rapport Bélanger-Campeau fut déposé le 27 mars 1991 et révisé en 2002. Il avait recommandé tenir un référendum sur la souveraineté-association en octobre 1992.
Les travaux de la Commission mèneront à l'adoption, en juin 1991, à l'adoption de la Loi sur le processus de détermination de l'avenir politique et constitutionnel du Québec.

## Commissaires[2]
Composée de 37 membres, la commission Bélanger-Campeau n'était pas composée uniquement de parlementaires québécois, ce qui est l'usage pour une commission parlementaire, mais comprenait également quatre personnes issues du milieu syndical, quatre du milieu des affaires, une du milieu coopératif, un de l'enseignement, un de la culture et deux du monde municipal. Trois députés du parlement fédéral ont également siégé à la Commission.

### Coprésidents
- Michel Bélanger
- Jean Campeau

### Députés de l'Assemblée nationale du Québec
Parti libéral du Québec:
- Robert Bourassa, premier ministre du Québec
- Gil Rémillard, ministre de la Justice, ministre des Affaires intergouvernementales
- Claude Ryan, ministre des Affaires municipales, ministre de la Sécurité publique, ministre responsable de la Charte de la Langue française.
- Louise Bégin
- Guy Bélanger
- Claude Dauphin
- Claire-Hélène Hovington
- Cosmo Maciocia
- Christiane Pelchat
- Russel Williams

Parti québécois:
- Jacques Parizeau, chef de l'opposition officielle
- Jeanne Blackburn
- Jacques Brassard
- Guy Chevrette
- Louise Harel
- Jacques Léonard
- Pauline Marois

Parti égalité:
- Richard Holden
- Robert Libman (pouvait participer aux séances de la 	Commission mais n'avait ni le droit de vote ni le droit de faire des propositions)

### Députés de laChambre des communes du Canada
- Lucien Bouchard, chef du Bloc québécois et ancien ministre conservateur
- Jean-Pierre Hogue, député du parti progressiste-conservateur du Canada
- André Ouellet, député du parti libéral du Canada

### Autres commissaires
Milieu syndical:
- Louis Laberge, président-fondateur du Fonds de solidarité FTQ
- Gérald Larose, président de la Confédération des syndicats nationaux (CSN)
- Lorraine Pagé, présidente de la centrale des syndicats du Québec
- Jacques Proulx, président de l'Union des producteurs agricoles du Québec

Milieu des affaires:
- Ghislain Dufour, président du conseil du patronat du Québec
- Cheryl Campbell Steer, présidente de Campbell Steer et Associés
- Charles-Albert Poissant, chef de la direction et président du conseil de Donohue Inc.
- Marcel Beaudry, avocat et homme d'affaires

Milieu coopératif:
- Claude Béland, président du Mouvement Desjardins

Élus municipaux:
- Jean-Claude Beaumier, de l'Union des municipalités du Québec
- Roger Nicolet, maire de la municipalité d'Austin (1979-1994)

Culture:
- Serge Turgeon, président de l'Union des artistes

Éducation:
- Guy D'Anjou, président de la Fédération des commissions scolaires du Québec

## Les questions posées aux experts invités
1. Quels sont les principaux problèmes auxquels est confronté le Québec en ce qui concerne son statut politique et constitutionnel ?
2. Quels sont les domaines où le Québec pourrait et devrait jouir, premièrement, de la pleine compétence et où, deuxièmement, d'une compétence concurrente ou partagée ?
3. Expliquez les implications de votre réponse à la question précédente sur le maintien et la promotion de l'identité québécoise.
4. Expliquez les implications de votre réponse à la deuxième question sur le maintien et la promotion du niveau de vie des Québécois en tenant compte des aspects économiques, commerciaux, fiscaux, financiers et monétaires.
5. Dans le cas de compétences partagées, expliquez avec quels partenaires, au singulier et au pluriel.
6. Dans le cas des compétences partagées, quels sont les institutions et les mécanismes d'arbitrage qui devraient être privilégiés ? Et dites pourquoi.
7. Quelles sont les implications de vos réponses aux questions précédentes, en ce qui concerne le statut politique et constitutionnel du Québec ?
8. Quelles sont les principales expériences historiques d'intégration et d'interdépendance économiques et d'affirmation politique pertinentes pour le Québec ? Quelle leçon en tirez-vous ?

## Rapport
Le rapport de la commission Bélanger-Campeau fut déposé le 27 mars 1991. Il fut signé par 29 des 32 commissaires, c'est-à-dire tous sauf Jean-Pierre Hogue et André Ouellet, respectivement députés conservateur et libéral à Ottawa, de même que Richard Holden, député du Parti égalité.
De plus, 13 signataires ont exprimé des réserves ou des dissidences à l'endroit des principales conclusions du rapport alors que 12 autres ont tenu à commenter le rapport en addendum.
Bien que la majorité des participants à la Commission soutenait une position souverainiste, le manque de vigueur des recommandations de la Commission s'explique en partie par sa composition qui tendait à balancer les teneurs des courants fédéralistes et souverainistes.

### Recommandations
1. La Commission recommande à l'Assemblée nationale l'adoption au printemps 1991 d'une loi établissant le processus de détermination de l'avenir politique et constitutionnel du Québec.
2. La loi renfermerait trois (3) sections :

a) préambule
b) Partie 1 : tenue d'un référendum sur la souveraineté du Québec
c) Partie 2 : offre pour un nouveau partenariat de nature constitutionnelle